# Týdenní trh

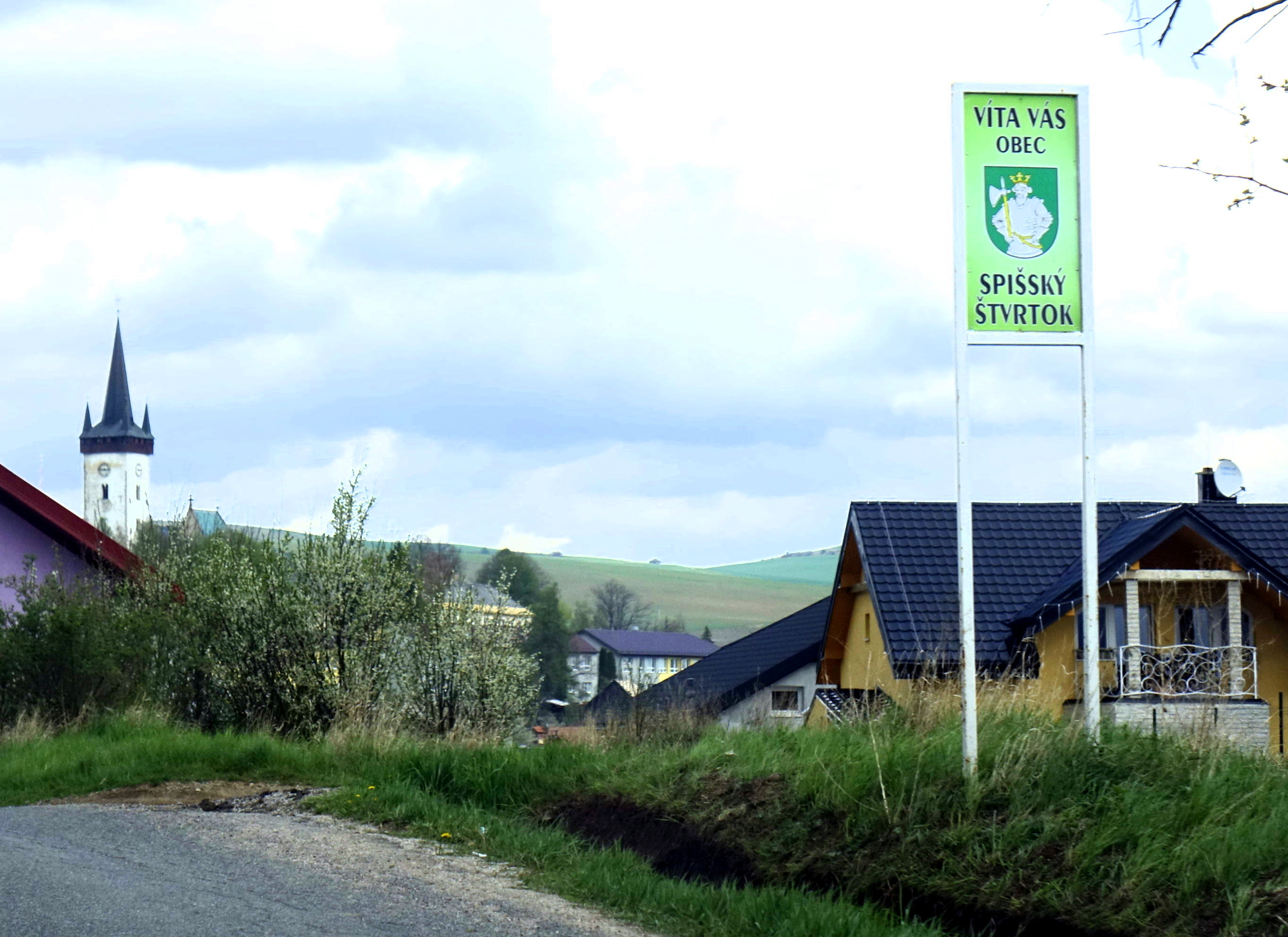
Spišský štvrtok, který má název podle dne týdenního trhu.

Týdenní trh byla ekonomicko-společenská událost, která se konala ve městech pravidelně jednou za týden, vždy v určitý den týdne (například v Hroznové Lhotě na jižní Moravě se konával každé úterý). Někdy se tento den stal dokonce názvem sídla. V Česku existuje Úterý a nejméně dva Pátky, v jiných zemích nalezneme i vsi s názvem Pondělí, Sředa, Čtvrtek a Sobota). Název místa odvozený od dne v týdnu je přitom v Čechách doložen už ve 12. století, a to v případě trhové osady Pátek jež později splynula s městečkem Mašťov. Na týdenním trhu se prodávaly zpravidla běžně a každodenně používané potraviny, jako bylo například obilí, plody nasbírané v lese, zelenina či výrobky z mléka, tedy másla a sýry. Četností konání i sortimentem se lišil od výročních trhů, jež se uskutečňovaly na základě privilegia uděleného danému městu panovníkem.